# 跡美朱里
跡美朱里（日语：跡美しゅり，1995年10月6日—），日本女性偶像和前AV女優。所屬事務所是バンビプロモーション。出身於東京都。

## 簡歷
屬於同一個事務所的7位AV女優（跡美朱里、廣瀨羽美、宮崎彩、仁美圓、水澤莉子、北川柚子、奏自由）組成偶像團體「原宿☆バンビーナ」。2016年10月發行出道CD『Fantasmile!/fairyMagic』。廣告標語是「みんなの女王様」。
2017年7月8日在官方Teitter上宣布暫停AV活動，並在8月4日後從「原宿☆バンビーナ」畢業。
2018年3月9日在官方Teitter上宣布恢復AV活動。
2020年11月組成偶像團體「みっぴぃな」，並同時兼任成員和製作人。
2021年6月1日在個人頻道「しゅりぺろチャンネル」上宣布自AV界引退。。

## 外部連結
- 跡美朱里的X（前Twitter）（2015年8月28日 - ）
- 跡美朱里的Instagram帳戶
- 跡美しゅりの「いっぱい出しなさい!」 （页面存档备份，存于） - DMM（2018年2月2日 - 2020年2月7日）